# Tietan
Tietan – organiczny związek chemiczny z grupy związków heterocyklicznych. Tietan zbudowany jest z czteroatomowego  pierścienia, w skład którego wchodzą trzy atomy węgla, oraz jeden atom siarki, który pełni w pierścieniu rolę heteroatomu. Pierścień tietanu ma strukturę cyklobutanu, w którym jeden z atomów węgla zastąpiono atomem siarki i ma charakter nasycony. W temperaturze pokojowej jest bezbarwną, łatwopalną cieczą, o charakterystycznym zapachu siarki.